# Mirga Gražinytė-Tyla
Mirga Gražinytė-Tyla (Vilnius, 29 d'agost de 1986) és una directora d'orquestra lituana.
Provinent d'una família de músics, va estudiar al Conservatori Felix Mendelssohn, al Conservatori de Bolònia i al Conservatori de Zurich. Des del 2016 dirigeix l'Orquestra Simfònica de la Ciutat de Birmingham (CBSO). Anteriorment havia estat la directora associada de l'Orquestra Filharmònica de Los Angeles. Ha col·laborat amb orquestres com l'Orquestra Simfònica Nacional de Lituània, l'Orquestra Mozarteum, la Camerata Salzburg, entre d'altres. És considerada com una dels cent millors directors d'orquestra del món, d'entre els quals només hi ha vuit dones.
El febrer de 2019, Gražinytė-Tyla va signar un contracte de gravació exclusiu a llarg termini amb Deutsche Grammophon (DG). És la primera directora femenina que ha signat un contracte d'enregistrament exclusiu amb DG. El seu primer enregistrament amb DG, emès el 2019, van ser les simfonies núm. 2 i 21 de Mieczysław Weinberg, amb la CBSO, la Kremerata Baltica i Gidon Kremer. El segon disc va estar dedicat íntegrament a ls compositora lituana Raminta Šerkšnytė.